# Halil Akkaş
Halil Akkaş (Kütahya, 1º luglio 1983) è un mezzofondista e siepista turco.

## Biografia
Alle Universiadi del 2005 ha vinto l'oro sui 3000 m siepi. Successivamente ha partecipato ai Campionati del mondo di atletica leggera 2005 ad Helsinki sui 3.000 m siepi finendo quinto e agli Europei del 2006 a Göteborg sui 5.000 metri. Qui iniziò al comando l'ultimo giro ma fu superato da tre atleti negli ultimi 200 metri e finì fuori dal podio. Nel 2007 ha partecipato agli Europei indoor di Birmingham sui 3.000 metri piani finendo quarto in una gara vinta dall'italiano Cosimo Caliandro; ai mondiali di Osaka ha chiuso al sesto posto la gara dei 3.000 siepi.
L'anno successivo ai Giochi della XXIX Olimpiade di Pechino viene subito eliminato nelle batterie e ai XVI Giochi del Mediterraneo di Pescara del 2009 conquista la medaglia di bronzo.

## Palmarès
| Anno | Manifestazione          | Sede           | Evento        | Risultato | Prestazione | Note                                     |
| ---- | ----------------------- | -------------- | ------------- | --------- | ----------- | ---------------------------------------- |
| 2002 | Mondiali juniores       | Kingston       | 3000 m siepi  | 6º        | 8'50"17     | Miglior prestazione personale stagionale |
| 2005 | Mondiali                | Helsinki       | 3000 m siepi  | Batteria  | 8'26"35     |                                          |
| 2005 | Universiadi             | Smirne         | 3000 m siepi  | Oro       | 8'30"16     |                                          |
| 2006 | Mondiali indoor         | Mosca          | 1500 m piani  | 4º        | 3'43"61     |                                          |
| 2006 | Mondiali indoor         | Mosca          | 3000 m piani  | 12º       | 8'10"37     |                                          |
| 2006 | Europei                 | Göteborg       | 5000 m piani  | 4º        | 13'46"53    |                                          |
| 2007 | Europei indoor          | Birmingham     | 3000 m piani  | 4º        | 8'03'14"    |                                          |
| 2007 | Universiadi             | Bangkok        | 3000 m siepi  | Oro       | 8'20"83     | Record dei campionati                    |
| 2007 | Universiadi             | Bangkok        | 5000 m piani  | Oro       | 14'08"73    |                                          |
| 2007 | Mondiali                | Osaka          | 3000 m siepi  | 6º        | 8'22"65     |                                          |
| 2008 | Giochi olimpici         | Pechino        | 3000 m siepi  | Batteria  | 8'44"70     |                                          |
| 2009 | Universiadi             | Belgrado       | 5000 m piani  | Oro       | 14'06"96    |                                          |
| 2009 | Universiadi             | Belgrado       | 3000 m siepi  | Argento   | 8'25"80     | Miglior prestazione personale stagionale |
| 2009 | Giochi del Mediterraneo | Pescara        | 3000 m siepi  | Bronzo    | 8'30"84     |                                          |
| 2010 | Europei                 | Barcellona     | 5000 m piani  | Batteria  | 14'07"42    |                                          |
| 2011 | Europei indoor          | Parigi         | 3000 m piani  | Bronzo    | 7'54"19     |                                          |
| 2011 | Universiadi             | Shenzhen       | 3000 m siepi  | Argento   | 8'34"57     | Miglior prestazione personale stagionale |
| 2012 | Europei                 | Helsinki       | 3000 m siepi  | Batteria  | dnf         |                                          |
| 2013 | Europei indoor          | Göteborg       | 3000 m piani  | 6º        | 7'54"89     | Miglior prestazione personale stagionale |
| 2013 | Giochi del Mediterraneo | Mersin         | 10000 m piani | dnf       | dnf         |                                          |
| 2015 | Europei indoor          | Praga          | 3000 m piani  | Batteria  | 7'53"11     |                                          |
| 2015 | Mondiali                | Pechino        | 3000 m siepi  | Batteria  | 8'54"04     |                                          |
| 2016 | Giochi olimpici         | Rio de Janeiro | 3000 m siepi  | Batteria  | 8'33"12     | Miglior prestazione personale stagionale |

## Altre competizioni internazionali
2004
- Oro alla Grand Atatürk Run ( Ankara)

2005
- Oro alla Grand Atatürk Run ( Ankara)

2006
- Oro alla Grand Atatürk Run ( Ankara)

2013
- Argento in Coppa Europa dei 10000 metri ( Pravec) - 28'31"82